# 京都動畫
京都动画（日語：京都アニメーション），暱稱京阿尼（京アニ），是一家日本动画制作公司。主要負責動畫制作，商品企划、制造、销售、批发、出版的公司，公司成立於1981年。1985年7月12日成为有限公司，并于1999年成为股份有限公司。2003年开始独立制作动画。其公司商標的設計來自於公司名稱開頭漢字「京」的變化。
京都动画的前身为“京都动画工作室”。创办人八田阳子本身曾经在手冢治虫工作室担任动画完稿上色的工作，与夫婿八田英明结婚后搬家到京都府宇治市，1981年成立工作室，跟邻近的家庭主妇一起承接龙之子制作公司与日升动画的完稿外包工作。而在1985年公司法人化，八田英明就任为社长。一开始是上色专门公司，1986年成立作画部门。现在社长是八田英明。雇员119名(至2019年9月)。总部设于京都府宇治市，拥有位于宇治和大阪三个动画工作室、社员宿舍、动画学校及商品开发部等。
动画制作主要合作商有Anime工房婆娑罗（有限会社アニメ工房婆娑羅）以及Studio Blue等。
2017年6月，京都动画公布了多个动画电影的企划，并在官网打出“京アニ映画year”（京阿尼电影年），宣布该企划至少持续到2020年。然而，由于2019年发生的京都動畫縱火案，多项动画制作或活动企划受到不同程度的影响。京都动画的事业内容也进行了相关调整，包括征文比赛停办与线下商店的关闭。2021年起，京都动画重新开始动画制作。

## 概要
- 成立於1981年。1985年7月12日成為有限公司，1999年成為股份有限公司。
- 總部設立於京都府宇治市，有三個動畫工作室，另在東京都港區也有一個辦公室。
- 擁有社員宿舍及動畫學校，員工福利相當不錯。
- 旗下擁有關係企業Animation Do，設有兩個動畫工作室。
- 製作的動畫作品經常以現實的風景或人物的動作為基礎仔細描繪，再加上對於改編作品的處理以儘量忠實呈現原作風味為最高指導原則的態度，使得不少以原作迷為中心的觀眾給予高度評價。另外根據合作聲優（杉田智和與小野大輔等人）的證言，該公司製作的動畫在配音階段幾乎已經是完成品（相對於其他公司通常是線稿動畫），顯示了該公司對於製作時程與品質的徹底要求，也因此在國內外愛好者之間建立口碑。
- 規定旗下成員均要有一定作畫經驗和水準，才可以接觸分鏡與演出工作，以確保上下層溝通和執行的流程順暢有效（但成立初期亦有例外，如未曾擔綱作畫的山本寬）。這規定後來引申的是，不少成員即便已居導演或主要演出之位，都仍會親力為關鍵場面繪製原畫。
- 京都動畫堅持獨立製作動畫，動畫工序的上至監督、下至動畫師等製作人員大多數為社內或關係企業人員；不過亦有少數例外，如一直擔任美術監督的田村盛挥（Anime工房婆娑羅）和擔任《全金屬狂潮》總作畫監督的堀内修。

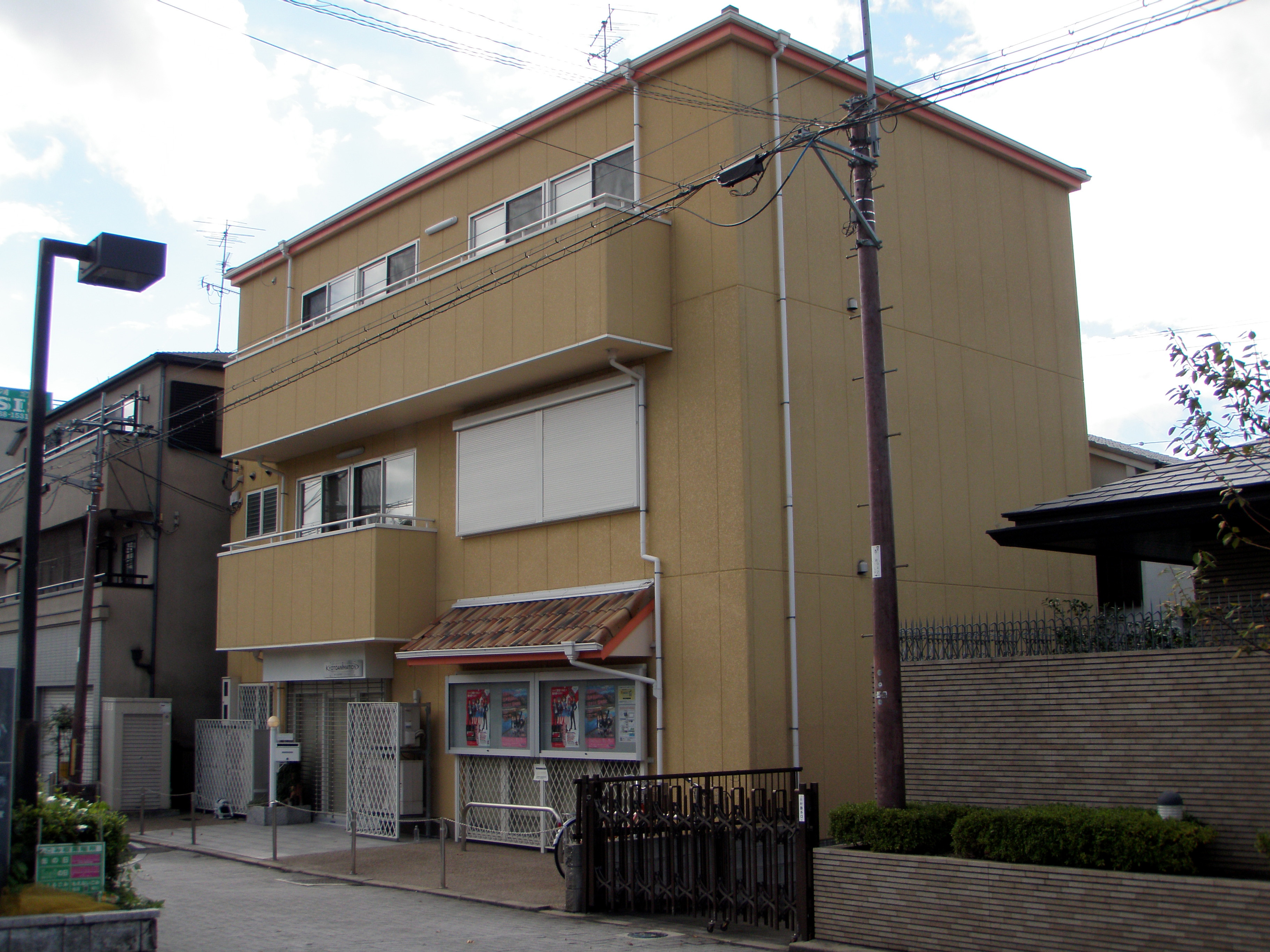
京都動畫總部
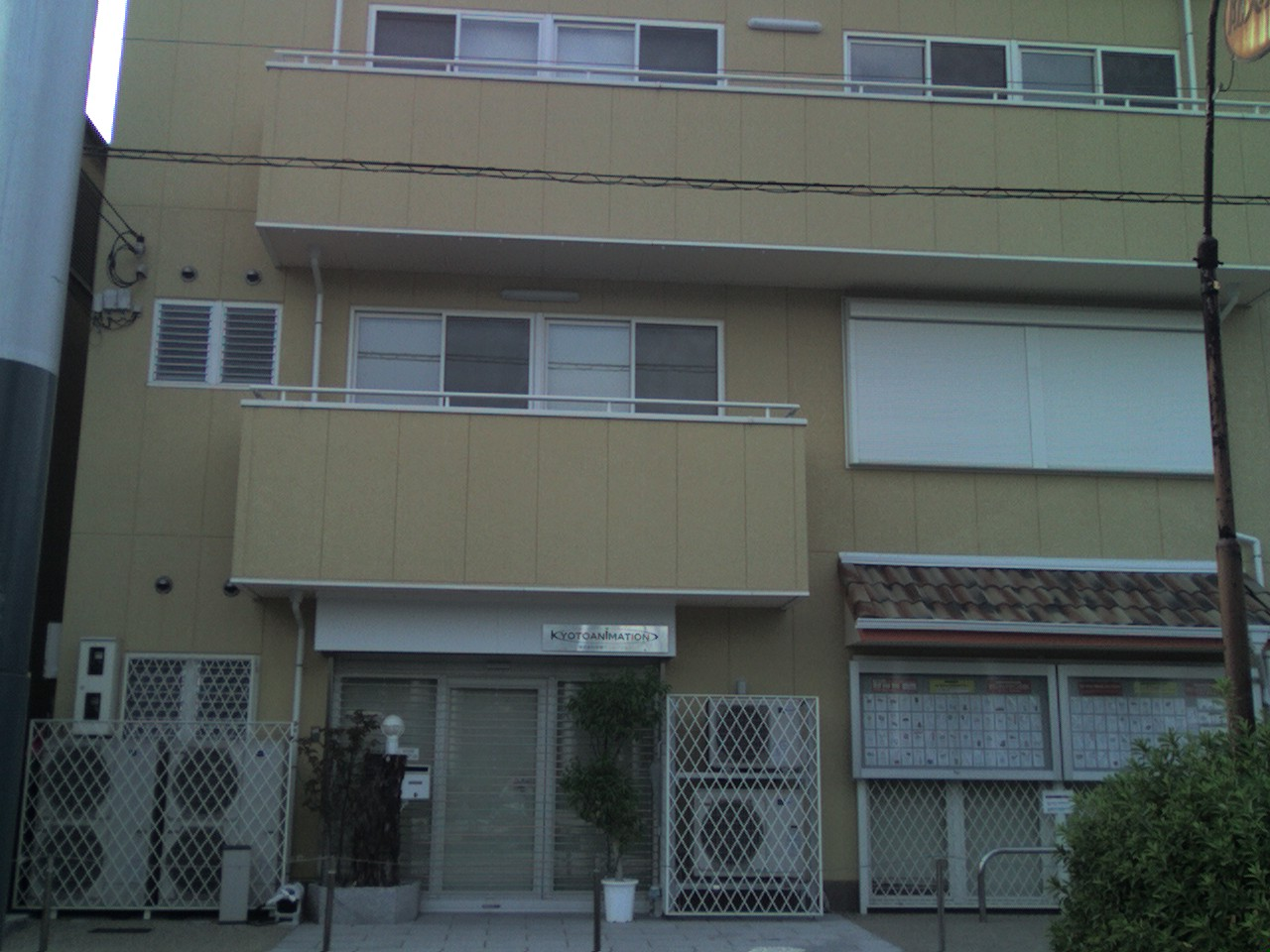
京都動畫總部入口
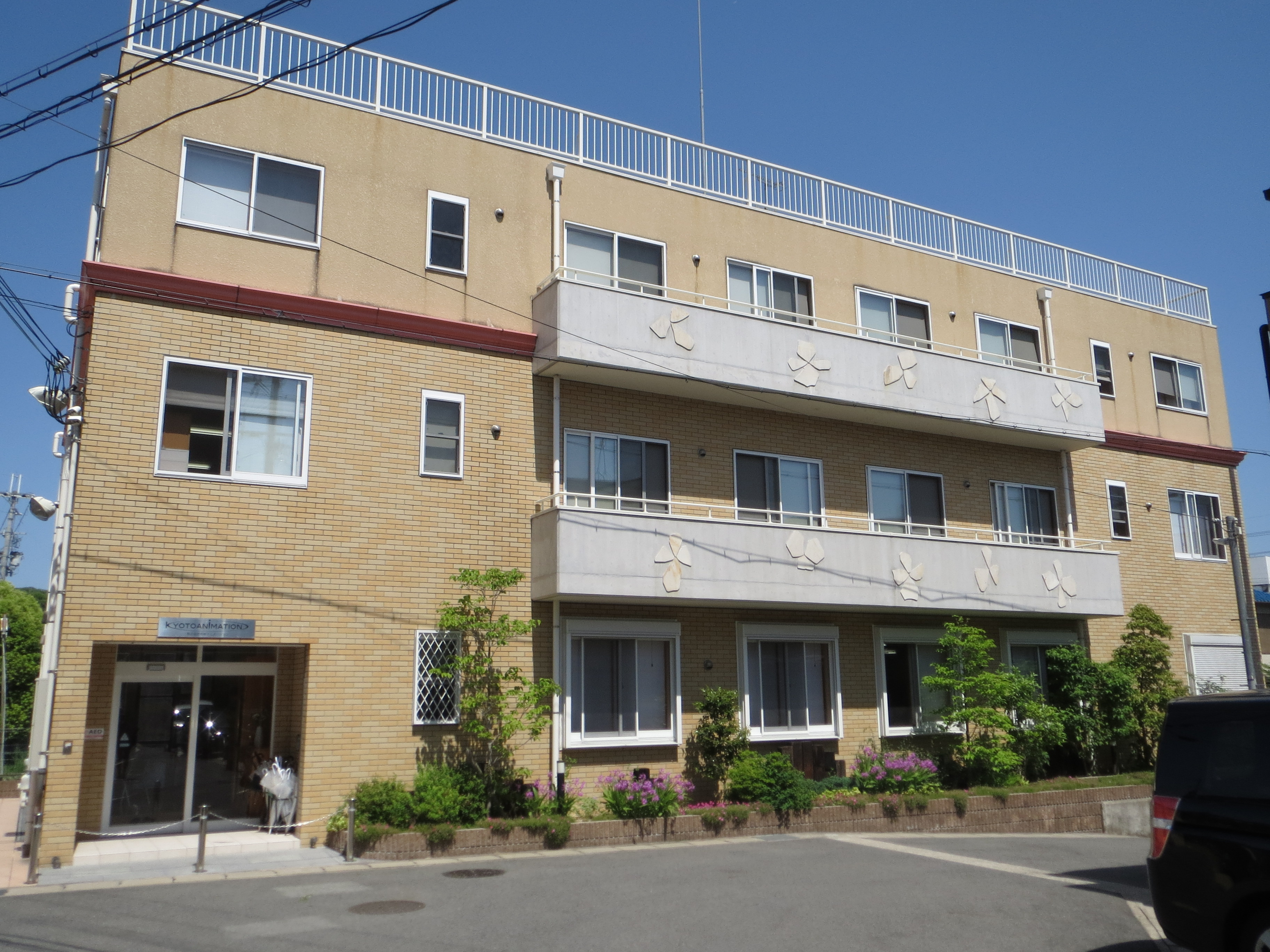
京都動畫第1工作室（該建築於2019年京都動畫縱火案中遭焚毀）
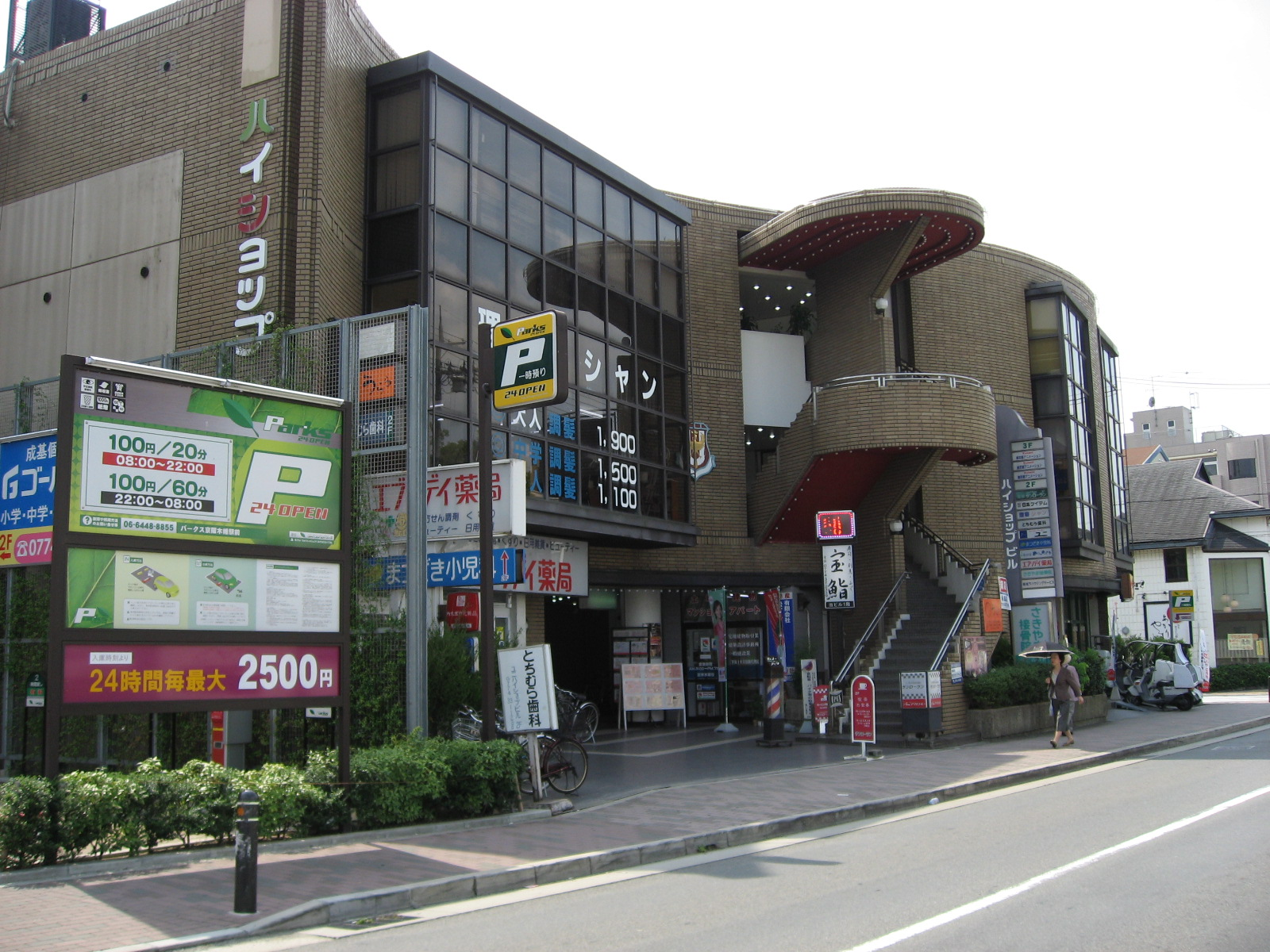
京都動畫第2工作室（本棟3樓）

## 歷史

### 早期
京都动画的前身為「京都動畫工作室」。創辦人八田陽子本身曾經在虫製作公司擔任動畫完稿上色的工作，與夫婿八田英明結婚後搬家到京都府宇治市，1981年成立工作室，跟鄰近的家庭主婦一起承接龍之子製作公司與日昇動畫的完稿外包工作。
1985年7月12日，公司法人化，成為有限公司，八田英明就任社長。一開始是上色專門公司，1986年成立作畫部門。
1987年，京都動畫藉由承包龍之子的電視動畫《星戰英豪》（赤い光弾ジリオン）跨入動畫製作的領域。該作品的製作人石川光久後來成立I.G.龍之子（後來改制為Production I.G）之際，京都動畫曾出資支援。
自1990年代中期以来，京都動畫已經具備有獨立製作動畫的所有環節，包括演出、作畫、完稿、背景、攝影等等，從而開始「統包」業務。在京都動畫統包業務全盛時期，曾擁有四個工作室、超過100人以上的員工，同時也承接遊戲外盒設計等業務。
1992年，京都動畫承包SHIN-EI動畫委託的電視動畫影集時首次以公司內部的資源與人力完成全套製作流程。此時京都的高品質名聲已經在業界建立口碑，並成為SHIN-EI動畫、日昇動畫、Studio Pierrot等公司的長期外包伙伴。動畫監督杉井儀三郎曾經表示，由於京都的作畫品質甚高，甚至有製作公司為了等待京都有空檔而調整動畫的製作時間表。

### 股份公司化後
1999年，京都動畫成為股份有限公司。
2000年，京都動畫將旗下大阪工作室獨立成為關係企業，命名為「Animation Do」，主要承包SHIN-EI動畫的《我們這一家》、《哈雷小子》等動畫影集，以及母公司京都動畫委託的外包業務。
其後京都動畫開始專注於獨立製作動畫，並於2004年《犬夜叉》系列影集結束之後終止了大部分的統包業務（移至Animation Do），僅剩下《蠟筆小新》的動畫與完稿仍繼續承接外包。在2003年3月，京都動畫首部獨立製作、同時是旗下第一部原創動畫《MUNTO》面世，合共推出了三部作品，大部分場面設計均與京都動畫的早期發展經歷有關；同年8月，首部小說改編作品《驚爆危機?校園篇》推出，作者賀東招二與京都動畫建立深厚關係。之後賀東參與了《涼宮春日的憂鬱》（2006年版）、《幸運☆星》部分集數的劇本，2012年的《冰菓》擔任劇本統籌一職。
2005年，京都動畫首次改編戀愛遊戲製作公司Key的《AIR》，與當時東映動畫任由導演闡述原作的劇場版系列不同，京都動畫在不同地方都致力將原作遊戲的內容和角色構圖忠實呈現，以壓倒當時不少作品質量的評價引起話題，使京都動畫的名字在動畫迷之間成為了一個保證。自《AIR》之後，京都動畫把Key的作品逐一動畫化，如《Kanon》、《CLANNAD》、《CLANNAD ～after story～》等，每年製作一套。直至Key一次提出《Little Busters!》動畫化方案時，京都動畫並沒有再接受，兩間公司自此结束合作關係。
除了Key的作品外，2006年播放的《涼宮春日的憂鬱》、2007年播放的《幸運☆星》、2009年播放的《K-ON!》都掀起了熱潮，而相關的周邊商品多不勝數，包括角色CD、只收錄一至二集的DVD、日常用品，比其他動畫製作公司有更強的賺錢的心態，但亦顯出制定市場策略的實力，成功構成有別於其他工作室向來倚賴影碟銷售賺錢的商業模式，亦為後來不少動畫投資者所模仿。
2009年，《K-ON!》開始展示京都動畫銳意挑戰原創編劇與世界觀，嘗試在原作精髓上作進一步發揮自家人員的創意。後來2014年播出的《甘城輝煌樂園救世主》亦有出現與原作完全不同的劇情內容發展。這個理念在及後的KA Esuma文庫改篇作品亦為發展主軸。
2012年10月開始播放的《中二病也要談戀愛》為京都動畫旗下KA Esuma文庫出版的輕小說，曾獲得第一屆京都動畫大賞輕小說部門之優秀作品。這部作品象徵京都動畫突破動畫範疇，開始踏足其他創作領域，為自己製作的動畫提供原創素材及劇本。
2013年，京都動畫第二部原創作品《玉子市場》放送。同年，Animation Do首次以主導的身份，跟京都動畫一同製作電視動畫《Free!》，亦全面更新網站內容，象徵統包業務時代完全結束，未來有機會走向更明確的獨立發展。
2014年，京都動畫榮獲第19回神戶動畫獎特別賞。

### 第一工作室遭縱火事件
2019年7月18日上午10点30分左右，京都动画第一工作室遭到縱火。依據京都警方最新公布的消息，截至19日晚間為止，受害者共69人，33人死亡，10人重傷，6人中傷，20人輕傷，這是日本自平成以來死傷最嚴重的縱火事件。後來更新為36人死亡（其中3人是在被送往醫院之後死亡）。
警方在現場拘捕了涉嫌縱火的41歲嫌疑犯青葉真司，但因其受到燒燙傷而意識不清，尚無法得知犯案原因。
火災現場可能發生爆燃現象，加上工作室一至三樓由螺旋梯貫通，導致濃煙迅速竄升，一樓錄音室附近倒有2人、二樓辦公室倒有11人、二樓往三樓的樓梯處倒有1人、三樓往屋頂的安全門口處倒有19人，死者多數為一氧化碳中毒。
日本動畫業界的動畫師、導演、製作人等工作者，即使並非該公司的員工、不曾相識，但是也在Twitter上表示關心，這個事件令日本動畫人士們非常地心痛、震驚。
2019年7月21日18时，京都动画就此次事件发表了公告，该公告表示就采访事宜将委托律师处理，京都动画本身将集中于伤者及死难者家属的应对。
这起事件对京都动画是一次重创，几乎所有的重要文件全毁，工作区被破坏，进度被打乱，而且不少在此事件中不幸身亡的都是重要的动画制作人。当时兼任董事的四名资深动画制作人，除石原立也外均不幸遇难。日本警察厅称这已经成为平成以来最恶的一起放火事件。
受此事件直接影响，原定于2019年7月19日公开的《Free!》系列《2020夏》最新续报目前决定中止发表；原定7月20日开始的“京阪電車×吹響吧！上低音號 2019”联动企划宣布延期。

### 纵火事件后时期
《紫罗兰永恒花园》外传电影 《-永远与自动手记人偶-》由于制作完成并没有损失，于2019年9月上映。剧场版《紫罗兰永恒花园》原计划于2020年1月上映，受到纵火事件而延期至2020年4月，又因2019冠状病毒病疫情延期，最终定档为9月18日。
2020年4月29日，在纵火事件中损毁的第一工作室大楼拆除，原有地块暂时未确定之后用途，部分遇难者家属希望改建为慰灵场，但也有担心会对周围居民造成困扰。京都动画方面表示正与各方积极探讨地块此后的用途。
经过一年多的时间，京都动画在2020年7月开始重新招聘新员工，期间也因为2019冠状病毒病疫情影响而暂停招聘。7月3日在东京池袋的一家影院复映自创始时制作的19部剧场电影，为期7天。
在2020年7月18日，纵火事件一周年时，在网上举办悼念活动，由于2019冠状病毒病疫情，谢绝爱好者到现场悼念。此后，京都动画均在纵火事件周年日在第一工作室旧址举行悼念仪式，并在官方的Youtube频道放出包括社员、逝者家属等寄语的追悼视频。
2020年8月11日，宣布《小林家的龍女僕》第二期电视动画仍由京都动画制作，于2021年7月播出，这也是纵火事件后恢复动画制作的第一个作品。
2023年，京都动画表示将于总部所在地宇治市的公共公园内设置纪念碑。第一工作室旧址将重新开发，也将设立纪念碑，但是并不会对公众开放。
2023年7月1日，京都動畫加入作為日本動畫協會準會員。
2023年12月，京都动画宣布成立新的音乐品牌「Kyoani Muse Labo」。
2024年7月，有消息稱，該公司計劃將在第一工作室舊址上重建用於動畫製作的辦公大樓，以恢復製作能力。

## 子公司
2000年4月7日，京都動畫把原有位於大阪的兩個動畫工作室獨立公司化，全名為Animation DO有限公司（株式会社アニメーションドゥウ），成為旗下子公司。
成立後，京都動畫把大部份原社內承包動畫工作轉移到Animation Do進行，並在作品中使用Animation Do名義參與製作。主要客戶為SHIN-EI動畫（シンエイ動画）。另外，自京都動畫開始獨立製作動畫，Animation DO多數會以製作協力名義參與動畫製作。
2020年9月16日，京都动画宣告吸收合并Animation DO，后者作为法人解散。

## 作品一覽

### 獨立製作

#### 電視動畫
| 年份   | 播出時間        | 中文名稱                    | 日文名稱                    | 導演                          | 系列構成          | 原作                               | 備註           |
| ------ | --------------- | --------------------------- | --------------------------- | ----------------------------- | ----------------- | ---------------------------------- | -------------- |
| 2003年 | 8月－11月       | 驚爆危機？校園篇            |                             | 武本康弘                      | 賀東招二 志茂文彥 | 富士見Fantasia文庫小說             |                |
| 2005年 | 1月－3月        | AIR                         | AIR                         | 石原立也                      | 志茂文彥          | Key遊戲                            |                |
| 2005年 | 7月－10月       | 驚爆危機！The Second Raid   |                             | 武本康弘                      | 賀東招二          | 富士見Fantasia文庫小說             |                |
| 2006年 | 4月－7月        | 涼宮春日的憂鬱 (2006年版)   |                             | 石原立也                      | -                 | 角川Sneaker文庫小說                |                |
| 2006年 | 10月－2007年3月 | Kanon                       | Kanon                       | 石原立也                      | 志茂文彥          | Key遊戲                            |                |
| 2007年 | 4月－9月        | 幸運☆星                     |                             | 山本寬→武本康弘               | 待田堂子          | 角川漫畫Ace四格漫畫                |                |
| 2007年 | 10月－2008年3月 | CLANNAD                     | CLANNAD                     | 石原立也                      | 志茂文彥          | Key遊戲                            |                |
| 2008年 | 10月－2009年3月 | CLANNAD ～AFTER STORY～     | CLANNAD ～AFTER STORY～     | 石原立也                      | 志茂文彥          | Key遊戲                            |                |
| 2009年 | 1月－3月        | 仰望天空的少女瞳中的世界    |                             | 木上益治                      | 木上益治          | 原創                               | 新舊作混合播放 |
| 2009年 | 4月－10月       | 涼宮春日的憂鬱 (2009年版)   |                             | 石原立也 武本康弘             | -                 | 角川Sneaker文庫小說                | 新舊作混合播放 |
| 2009年 | 4月－6月        | K-ON！輕音部                |                             | 山田尚子                      | 吉田玲子          | Manga Time KR Comics漫畫           |                |
| 2010年 | 4月－9月        | K-ON！！輕音部              |                             | 山田尚子                      | 吉田玲子          | Manga Time KR Comics漫畫           |                |
| 2011年 | 4月－9月        | 日常                        | 日常                        | 石原立也                      | 花田十輝          | 角川漫畫Ace漫畫                    |                |
| 2012年 | 4月－9月        | 冰菓                        |                             | 武本康弘                      | 賀東招二          | 角川Sneaker文庫小說 ↓ 角川文庫小說 |                |
| 2012年 | 10月－12月      | 中二病也想談戀愛！          |                             | 石原立也                      | 花田十輝          | KA Esuma文庫小說                   |                |
| 2013年 | 1月－3月        | 玉子市場                    |                             | 山田尚子                      | 吉田玲子          | 原創                               |                |
| 2013年 | 7月－9月        | Free！                      | Free！                      | 內海紘子                      | 橫谷昌宏          | KA Esuma文庫小說                   |                |
| 2013年 | 10月－12月      | 境界的彼方                  |                             | 石立太一                      | 花田十輝          | KA Esuma文庫小說                   |                |
| 2014年 | 1月－3月        | 中二病也想談戀愛！戀        |                             | 石原立也                      | 花田十輝          | KA Esuma文庫小說                   |                |
| 2014年 | 7月－9月        | Free！ -Eternal Summer-     | Free！ -Eternal Summer-     | 內海紘子                      | 橫谷昌宏          | KA Esuma文庫小說                   |                |
| 2014年 | 10月－12月      | 甘城輝煌樂園救世主          |                             | 武本康弘                      | 志茂文彥          | 富士見Fantasia文庫小說             |                |
| 2015年 | 4月－6月        | 吹響吧！上低音號            |                             | 石原立也                      | 花田十輝          | 寶島社文庫小說                     |                |
| 2016年 | 1月－3月        | 無彩限的幻影世界            |                             | 石原立也                      | 志茂文彥          | KA Esuma文庫小說                   |                |
| 2016年 | 10月－12月      | 吹響吧！上低音號2           |                             | 石原立也                      | 花田十輝          | 寶島社文庫小說                     |                |
| 2017年 | 1月－4月        | 小林家的龍女僕              |                             | 武本康弘                      | 山田由香          | Action Comics漫畫                  |                |
| 2018年 | 1月－4月        | 紫羅蘭永恆花園              |                             | 石立太一                      | 吉田玲子          | KA Esuma文庫小說                   |                |
| 2018年 | 7月－9月        | Free！ -Dive To The Future- | Free！ -Dive To The Future- | 河浪榮作                      | 橫谷昌宏          | KA Esuma文庫小說                   |                |
| 2018年 | 10月－2019年1月 | 弦音－風舞高中弓道部－      |                             | 山村卓也                      | 橫手美智子        | KA Esuma文庫小說                   |                |
| 2021年 | 7月－9月        | 小林家的龍女僕S             |                             | 石原立也 武本康弘（系列導演） | 山田由香          | Action Comics漫畫                  |                |
| 2023年 | 1月－3月        | 弦音－連繫的一箭－          |                             | 山村卓也                      | 橫手美智子        | KA Esuma文庫小說                   |                |
| 2024年 | 4月－6月        | 吹響吧！上低音號3           |                             | 石原立也                      | 花田十輝          | 寶島社文庫小說                     |                |
| 2025年 | 7月－           | CITY 動畫版                 |                             | 石立太一                      | 待公布            | 講談社Morning漫畫                  |                |
| 待公布 | 待公布          | 二十世紀電氣目錄            | 二十世紀電氣目錄            | 待公布                        | 待公布            | KA Esuma文庫小說                   |                |

#### 電視動畫光碟銷量一覽
| 時間   | 作品名                      | 先發   | 后發              | 累計平均 |
| ------ | --------------------------- | ------ | ----------------- | -------- |
| 2003年 | 驚爆危機？校園篇            | 8,917  | 2,684+6,492+4,458 | 22,551   |
| 2005年 | AIR                         | 24,436 | 771               | 25,207   |
| 2005年 | 驚爆危機！The Second Raid   | 4,833  | 1,813+2,756+4,458 | 13,860   |
| 2006年 | 涼宮春日的憂鬱 (2006年版)   | 42,525 | 34,000+629+2,041  | 79,195   |
| 2006年 | Kanon                       | 18,170 | 3,197+850         | 22,217   |
| 2007年 | 幸運☆星                     | 29,146 | 8,524             | 37,670   |
| 2007年 | CLANNAD                     | 24,808 | 4,960+1,728       | 31,496   |
| 2008年 | CLANNAD ～AFTER STORY～     | 19,884 | 5,155+2,307       | 27,346   |
| 2009年 | 仰望天空的少女瞳中的世界    | 無數據 |                   | 無數據   |
| 2009年 | 涼宮春日的憂鬱 (2009年版)   | 19,602 | 34,000+2,041      | 55,643   |
| 2009年 | K-ON！輕音部                | 43,883 | 14,834            | 58,717   |
| 2010年 | K-ON！！輕音部              | 39,385 | 10,549            | 49,934   |
| 2011年 | 日常                        | 2,765  | 2,939             | 5,704    |
| 2012年 | 冰菓                        | 9,795  | 12,264            | 22,059   |
| 2012年 | 中二病也想談戀愛！          | 15,466 | 722+380           | 16,568   |
| 2013年 | 玉子市場                    | 3,684  | 1,019             | 4,703    |
| 2013年 | Free！                      | 29,033 | 3878              | 32,911   |
| 2013年 | 境界的彼方                  | 4,329  | 2,420             | 6,749    |
| 2014年 | 中二病也想談戀愛！戀        | 6,892  | 719+396           | 8,007    |
| 2014年 | Free！ -Eternal Summer-     | 21,610 | 4,022             | 25,632   |
| 2014年 | 甘城輝煌樂園救世主          | 6,787  | 902               | 7,689    |
| 2015年 | 吹響吧！上低音號            | 7,854  | 4,782             | 12,636   |
| 2016年 | 無彩限的幻影世界            | 2,179  |                   | 2,179    |
| 2016年 | 吹響吧！上低音號2           | 7,104  | 4,782             | 12,636   |
| 2017年 | 小林家的女僕龍              | 3,599  | 1,542             | 5,141    |
| 2018年 | 紫羅蘭永恆花園              | 28,330 |                   | 28,330   |
| 2018年 | Free！ -Dive To The Future- | 8,976  |                   | 8,976    |
| 2018年 | 弦音－風舞高中弓道部－      | 2,264  |                   | 2,264    |
| 2021年 | 小林家的女僕龍S             | 3,380  |                   | 3,380    |
| 2023年 | 弦音－连结的一箭－          | 3,048  |                   | 3,048    |

#### OVA
- 幸福是什麼（しあわせってなあに）（1991年）
- MUNTO（2003年）
- MUNTO ～穿越时空之壁（MUNTO～時の壁を越えて）（2005年）
- 驚爆危機!The Second Raid 特別版 OVA 戰隊長蠻閒的一天（フルメタル・パニック! The Second Raid 特別版OVA わりとヒマな戦隊長の一日）（2006年）
- 幸運☆星 OVA（原創的形象與動畫）（らき☆すた OVA（オリジナルなビジュアルとアニメーション））（2008年）
- 日常的0話（日常の0話）（2011年。並於同年3月發售漫畫單行本第6卷限量版附贈[25]）
- 冰菓 第11.5話（氷菓 第11.5話）（2013年。並於同年1月發售漫畫單行本第3卷限量版附贈）
- Free!（2013年，與Animation Do共同製作）
- Free!-Eternal Summer-（2014年，與Animation Do共同製作）
- 吹響吧！上低音號（響け! ユーフォニアム）（2015年）
- 無彩限的幻影世界（無彩限のファントム・ワールド）（2016年）
- 巴加的工作室（バジャのスタジオ）（2017年）
- 紫羅蘭永恆花園 Extra Episode（ヴァイオレット・エヴァーガーデン  Extra Episode）（2018年）

#### 網上動畫
- 小涼宮春日的憂鬱（涼宮ハルヒちゃんの憂鬱）（2009年）
- Nyoron☆小鶴屋學姐（にょろーん ちゅるやさん）（2009年）
- 中二病也想談戀愛！Lite （中二病でも恋がしたい! Lite）（2012年）
- 境界的彼方 偶像裁判！〜即使迷茫也要裁決之人～ （きょうかいのかなた アイドル裁判！〜迷いながらも君を裁く民〜）（2013年）
- 中二病也想談戀愛！戀 Lite（中二病でも恋がしたい!戀 Lite）（2014年）

#### 電影動畫
- 天上人與亞克託人最後的戰鬥（天上人とアクト人最後の戦い）（2009年）
- 涼宮春日的消失（涼宮ハルヒの消失）（2010年）
- 電影 K-ON!（映画 けいおん!）（2011年）
- 小鳥遊六花・改 〜劇場版 中二病也想談戀愛！〜（小鳥遊六花・改 〜劇場版 中二病でも恋がしたい!〜）（2013年）
- 玉子愛情故事（たまこラブストーリー）（2014年）
- 劇場版 境界的彼方 -I'LL BE HERE-（劇場版 境界の彼方 -I'LL BE HERE-）（2015年）
- High☆Speed! -Free! Starting Days-（ハイ☆スピード！-Free! Starting Days-）（2015年）
- 劇場版 吹響吧！上低音號（響け! ユーフォニアム）（2016年）
- 聲之形（映画 聲の形）（2016年）
- 劇場版 吹響吧！上低音號～想要傳達的旋律～（劇場版 響け！ユーフォニアム～届けたいメロディ～）（2017年）
- 特別版-Take Your Marks-（特別版 Free! -Take Your Marks-）（2017年）
- 中二病也想談戀愛！-Take On Me-（映画 中二病でも恋がしたい！ -Take On Me-）（2018年）
- 莉茲與青鳥（リズと青い鳥）（2018年）
- 劇場版 吹響吧！上低音號 誓言的終曲（劇場版 響け！ユーフォニアム 誓いのフィナーレ）（2019年）
- 紫羅蘭永恆花園 外傳 -永遠與自動手記人偶-（ヴァイオレット・エヴァーガーデン 外伝 -永遠と自動手記人形-）（2019年）
- 紫羅蘭永恆花園電影版（劇場版 ヴァイオレット・エヴァーガーデン）（2020年）
- 劇場版弦音－起始的一射－（劇場版ツルネ -始まりの一射-）（2022年）
- 電影 小林家的龍女僕 害怕孤獨的龍（映画 小林さんちのメイドラゴン さみしがりやの竜）（2025年）

#### 自家原創廣告
- 花篇（2010年）
- 空篇（2010年）
- 紫陽花篇（あじさい編）（2010年）
- 星篇（2011年）
- 發想篇（発想編）（2012年）
- 眼鏡篇（メガネ編）（2012年）
- 傘篇（2012年）
- 前往想去購物的店舖篇（行きたくなるお店編）（2012年）
- 游泳篇（水泳編）（2013年）

#### 其它
- NHK大津放送局「おうみ845（日语：おうみ845）」（平日深夜當地新聞）開頭動畫、節目Logo[26]

### 出版

#### 雜誌
- 京阿尼BON!（京アニBON!）

#### Kyoani Muse Labo
- 离群星之歌（はぐれ星のうた）（2023年）[19]

### 協力製作

#### SHIN-EI動畫
- 哆啦A夢 (1979年版)（劇場版（電視動畫版方面負責原畫、動畫及上色），1979年－2005年）
- （電視動畫特輯，1992年）
- 中崎達也超級搞笑劇場（日语：中崎タツヤスーパー ギャグシアター）（1994年、1995年）
- （1994年）
- 週刊故事樂園（日语：週刊ストーリーランド）（與Animation Do共同，2001年）
- 熱帶雨林的爆笑生活（與Animation Do共同，2001年）
- 熱帶雨林的爆笑生活Deluxe（OVA，與Animation Do共同，2002年－2003年）
- 熱帶雨林的爆笑生活Final（OVA，與Animation Do共同，2003年－2004年）
- 我們這一家（Animation Do製作，2002年－2004年）※途中降板（京都動畫則負責攝影、上色）

#### Studio Pierrot
- 魔法偶像粉筆由美（日语：魔法のアイドルパステルユーミ）（1986年）
- 橙路（電視動畫及劇場版，1987年）
- 江戶之子男孩 理解太助（日语：江戸っ子ボーイ がってん太助）（1990年）
- 夢幻遊戲（1995年）
- 天才寶貝（1996年）
- 貓狐警探（日语：はいぱーぽりす）（1997年）
- 夢幻拉拉（1998年）
- 天使不設防！（1999年）
- ReReRe天才老爹（日语：レレレの天才バカボン）（1999年－2000年）
- 力石戰士（1999年）
- OH！スーパーミルクチャン（日语：OH!スーパーミルクチャン）（2000年）
- 學校怪談（2000年－2001年）
- 旋風用心棒（日语：旋風の用心棒）（2001年）
- 東京地底奇兵（2002年）

#### 龍之子製作公司
- 未來警察浦島人（1983年）
- 星戰英豪（日语：赤い光弾ジリオン）（1987年）※事實上是總承包出道作。
- 灰姑娘物語（1996年）
- Generator Gawl（日语：ジェネレイターガウル）（1998年）
- The Soul Taker ～魂狩～（日语：The Soul Taker 〜魂狩〜）（2001年）
- 魔法護士小麥（ナースウィッチ小麥ちゃんマジカルて）（第1、2話，2002年）

#### 日昇動畫
- 霸王大系龍騎士（1994年－1995年）
- 犬夜叉 (電視動畫)（2000年－2004年）※在第128話中，京都動畫原創作品《MUNTO》的角色也在背景中客串。

#### OLM
- 神奇寶貝（1997年－2002年）
- 劇場版 神奇寶貝：結晶塔的帝王（2000年）
- 劇場版 神奇寶貝：水都的守護神 拉帝亞斯與拉帝歐斯（2002年）

#### GONZO
- 捍衛者（2000年）
- 武俠派女高校生（2001年）
- 捍衛者21（OVA，2002年）
- 銀河戰警（2002年）

#### 其它
- 魔法公主 Minky Momo（日语：魔法のプリンセス ミンキーモモ）（總承包商：葦Production，1982年）
- 幸福是什魔（幸福科學布教OVA，製作；學研，1991年）
- 爆笑吸血鬼（OVA，總承包商：ZERO·G·ROOM，1996年）
- 櫻花大戰 櫻華絢爛（OVA，總承包商：animate、RADIX，1997年）
- 新・天地無用！（總承包商：AIC，電視動畫，1997年）
- 劇場版 數碼寶貝大冒險02（電影動畫，總承包商：東映動畫，2000年）
  - 前篇：數碼獸颶風登陸!!
  - 後篇：超絕進化!! 黃金的數碼裝甲
- 地球防衛家族（總承包商：Group Tac，2001年）
- 圓盤皇女（總承包商：TNK，2002年）

### 動畫、上色作品
- 福星小子（1981年－1986年）
- 逆轉一發人（日语：逆転イッパツマン）（1982年）
- 頂尖超人（日语：イタダキマン）（1983年）
- 未來警察浦島人（1983年）※京都Anime名義。
- 機甲創世紀（1983年）
- 請多指教跑車郎中（日语：よろしくメカドック）（1984年）
- 昭和笨蛋小說搞笑第1名！（日语：昭和アホ草紙あかぬけ一番!）（1985年）
- 魔法妖精貝露莎（1984年－1985年）
- 魔法之星爱美（作畫、上色，1985年－1986年）
- 星戰英豪（日语：赤い光弾ジリオン）（1987年）
- 超能力魔美（1987年－1989年）
- 小松君 (1988年版)（1988年－1989年）
- 極速悍將（日语：F (漫画)）（1988年）
- 美味大挑戰（1988年－1992年）
- 機動警察（機動警察パトレイバー）（初期OVA1～3、5話，1988年－1989年）
- 大耳鼠（チンプイ）（作畫、上色，1989年）
- 21衛門（21エモン）（作畫、上色，1991年）
- 千惠奮戰記 小麻煩千惠（1991年－1992年）
- 黑色推銷員（1992年）
- 蠟筆小新（1992年－）※1992年開播起參與製作至今。
- 名偵探柯南（1996年－）
- 魔法騎士（1997年）
- To Heart（1999年）
- 宇宙人形17（2001年）
- 銀魂（2008年）

### 負責背景作品
- 新世紀福音戰士（1995年－1996年）
- ∀鋼彈（1999年－2000年）

### 電影動畫
- 劇場版 超時空要塞：愛，還記得嗎？（1984年）
- AKIRA（總承包商：東京電影新社，1988年）
- 劇場版 超能力魔美：星空上的跳舞娃娃（1988年）
- 魔女宅急便（1989年）
- 麵包超人：細菌人大反攻（日语：それいけ!アンパンマン ばいきんまんの逆襲）（總承包商：東京電影新社，1990年，上色)
- 兒時的點點滴滴（1991年）
- 紅豬（1992年）
- 麵包超人：恐龍諾西歷險記（日语：それいけ!アンパンマン 恐竜ノッシーの大冒険）（1993年）
- 蠟筆小新系列（1993年－）
  - 第1部：動感超人大戰泳裝魔王
  - 第2部：不理不理王國的秘寶
  - 第3部：雲黑齋的野心
  - 第5部：黑暗珠珠大追擊
  - 第6部：電擊！豬蹄大作戰
  - 第7部：爆發！溫泉激烈大決戰
  - 第8部：風起雲湧的叢林冒險
  - 第9部：風起雲湧 猛烈！大人帝國的反擊
  - 第10部：風起雲湧 壯烈！戰國大會戰
  - 第11部：風起雲湧 光榮燒肉之路
  - 第12部：風起雲湧 夕陽下的春日部男孩
  - 第13部：3分鐘百變大進擊（2005年）
  - 第14部：Amigo！森巴入侵計畫（2006年）
  - 第15部：小白的屁屁炸彈（2007年）
  - 第16部：風起雲湧的金矛勇者（2008年）
  - ※第4部及第17部以後不參與。
- 平成狸合戰（1994年）
- 麵包超人：打倒幽靈船!!（日语：それいけ!アンパンマン ゆうれい船をやっつけろ!!）（1995年）
- 劇場版 神奇寶貝：超夢的逆襲（1998年）
- 劇場版 神奇寶貝：結晶塔的帝王（2000年）
- 劇場版 神奇寶貝：雪拉比 穿梭時空的相遇（2001年）
- 劇場版 神奇寶貝：水都的守護神 拉帝亞斯與拉帝歐斯（2002年）

### 遊戲影片、動畫章節
- D-Again THE 4th UNIT FIVE（日语：第4のユニットシリーズ#D-Again THE 4th UNIT FIVE）
- Dancing Blade 任性桃天使！  (1998)
- Dancing Blade 任性桃天使！II ～Tears of Eden～ (1999)
- 實況野球（8.9.10.11）OP (11) ED
- 五右衛門 新世代襲名！（日语：ゴエモン 新世代襲名!） OP
- 魔法護士小麥 OP

### 節目片頭影像
- 阿海845（日语：おうみ845）－從2010年度10月期（同9月27日）開始首播。2013年5月9日播出第2代的片頭動畫。

## 主要製作人員

### 動畫、演出家
- 木上益治（執行董事、導演，已歿）
- 石原立也（執行董事、導演）
- 武本康弘（執行董事、導演，已歿）
- 池田晶子（執行董事，已歿）
- 北之原孝將
- 石立太一（導演）
- 高橋博行（已歿）
- 池田裕治
- 池田和美
- 西屋太志（已歿）

- 植野千世子
- 秋竹齊一
- 唐田洋
- 高橋真梨子
- 門脇未來
- 河浪榮作（導演）
- 丸木宣明
- 引山佳代
- 小川太一
- 太田里香
- 中峰千歲

- 村山健治
- 中野惠美
- 栗田智代
- 黑田比呂子
- 清原美枝
- 藤田奈緒子
- 端由美子
- 松村元氣
- 根來清夏
- 藤田春香
- 山村卓也（導演）

- 澤真平
- 石田敦志（已歿）
- 大野萌（已歿）
- 川口聖矢（已歿）
- 草野すみれ（已歿）
- 佐藤綾（已歿）
- 松浦香奈（已歿）
- 宮地篤史（已歿）
- 村山ちとせ（已歿）
- 森崎志保（已歿）

### 其他
- 八田英明（創社人，代表執行董事）
- 八田陽子（創社人，專務執行董事、企劃製作部長）
- 八田真一郎（製作人）
- 大橋永晴（製作人）
- 瀨波里梨（製作人）
- 橫田圭佑（製作經理，已歿）
- 藤田貴久（製作經理，已歿）
- 松本康二朗（製作經理，已歿）
- 大橋郁奈（設定管理）
- 村元克彥（編劇、法務擔當）
- 江上美幸（編劇）
- 西岡麻衣子（編劇、文藝）

- 竹田明代（色彩設計）
- 石田奈央美（色彩設計，已歿）
- 大當乃里衣（色彩設計，已歿）
- 津田幸惠（色指定，已歿）
- 高木理惠（色指定）
- 下浦亞弓（色指定）
- 宮田佳奈（色指定）
- 永安真由美（色指定）
- 米田侑加（色指定）
- 三浦理奈（特効）
- 宇野靜香（特効）
- 鵜之口穣二（美術）

- 篠原睦雄（美術）
- 細川直生（美術）
- 奧出修平（美術）
- 渡邊美希子（美術監督，已歿）
- 丸子達就（作畫監督，已歿）
- 明見裕子（作畫監督，已歿）
- 鈴木沙奈（原畫師、演出，已歿）
- 栗木亞美（原畫師，已歿）
- 宇田淳一（原畫師，已歿）
- 岩崎菜美（原畫師，已歿）
- 佐藤宏太（原畫師，已歿）
- 武地美穂（原畫師，已歿）

- 渡邊紗也加（原畫師，已歿）
- 中上龍太（攝影）
- 田中淑子（攝影）
- 高尾一也（攝影）
- 山本倫（攝影）
- 船本孝平（攝影）
- 兼尾結実（事務，已歿）
- 大村勇貴（已歿）
- 笠間結花（已歿）
- 時盛友樺（已歿）
- 西川麻衣子（已歿）

### 京都動畫出身
- 逢坂望美
- 米田光良
- 坂本一也（現任LIDENFILMS京都分工作室室長）
- 鴨居知世（作畫監督）
- 兒玉健二
- 吉岡忍
- 荒谷朋惠
- 門脇聰
- 高雄統子
- 袈裟丸繪美（美術）
- 內海紘子（導演）
- 堀口悠紀子（作畫監督）
- 山本寬（導演、腳本、分鏡）
- 山田尚子（導演、分鏡、原畫）

## 逸闻
京都动画的作品画风长期稳定，人物多有固定的大眼睛和脸部线条，其所绘制的角色也被外界称为“京都脸”。堀口悠纪子为这类脸型的创作者。

## 外部連結
- 京都動畫（日語）
- 京都動畫的X（前Twitter） （日語）